# Jutta Behrendt
Jutta Behrendt z domu Hampe (ur. 15 listopada 1960) – niemiecka wioślarka. Złota medalistka olimpijska z Seulu.

## Kariera sportowa
Reprezentowała Niemiecką Republiką Demokratyczną. Zawody w 1988 były jej jedynymi igrzyskami olimpijskimi. Medal zdobyła w jedynce. Na mistrzostwach świata zdobyła pięć złotych medali, zwyciężając w 1983 i 1986 w jedynce oraz w czwórce podwójnej w 1985, 1987 i 1989. W 1981 zdobyła srebro w dwójce podwójnej, w 1982 w czwórce podwójnej ze sternikiem.